# Danilo Türk
Danilo Türk (Maribor, 1952. február 19.) szlovén jogászprofesszor, diplomata, volt államfő.

## Pályafutása

### ENSZ-diplomata
Türk 1984 és 2005 között az ENSZ New York-i székhelyén dolgozott. Kezdetben a világszervezet emberi jogi bizottságában tevékenykedett, ahová személyes minőségében, szakértőként választották be. Szlovénia ENSZ-nagyköveteként 1992-ben adta át a nemzetközileg frissen elismert szlovén állam megbízólevelét. Ezt a tisztséget 2000-ig töltötte be, oroszlánrészt vállalt Szlovéniának a Biztonsági Tanácsba történő megválasztásában. Nagyköveti tisztsége után, 2000-ben Türk a hat ENSZ-főtitkárhelyettes egyike, észak- és dél-amerikai, európai, ázsiai és óceániai politikai ügyekben felelős alelnöke lett. Megbízatása után, 2005-ben tért haza Szlovéniába.

### Elnöki pályafutása
Mint a Ljubljanai Egyetem dékánhelyettese indult el a 2007-es elnökválasztáson. Az október 21-én tartott első fordulóban 24,5%-kal végzett Lojze Peterle mögött, azonban a november 11-ére kiírt második fordulóban (68%-kal) vereséget mért a volt konzervatív kormányfőre. December 22-én tette le hivatali esküjét. 2008. január 1-jétől június 30-áig – mint országa elnöke – az Európai Unió soros elnöki tisztségét töltötte be.
A 2012 decemberi elnökválasztáson a korábbi kormányfővel, Borut Pahorral, illetve a jobboldali Milan Zverrel mérkőzött meg, mely megmérettetésen a második helyen végzett, a leadott szavazatok 32,6 százalékával.
2013 decemberében bejelentette, hogy megpályázza az ENSZ főtitkári posztját Pan Gimun megbízatásának 2016-os lejárta után.